# AC Hotels
AC Hotels (Antonio Catalán) és una de les principals cadenes hoteleres d'Espanya. El 2008 tenia 91 hotels operatius i més de 3.500 empleats. Va ser fundada per Antonio Catalán, i actualment és activa a Espanya, Itàlia i Portugal. L'empresa es va crear el 1997 quan Catalán va vendre les accions que tenia a NH. Amb els beneficis va crear un projecte d'hotels majoritàriament urbans que amb el temps ha esdevingut una de les principals cadenes hoteleres de l'estat.